# Тънкотели лемури
Тънкотелите лемури (Lepilemuridae), известни още като невестулкоподобни лемури или просто лепилемури, са семейство примати от групата на полумаймуните, които се срещат само на о-в Мадагаскар. Всички съвременни представители на това семейство са обединени в род Lepilemur, но по-рано семейството се е наричало и Megaladapidae на вече изчезналия род лемури Megaladapis.

## Физическа характеристика
Тънкотелите лемури имат стройно телосложение с дължина на тялото 30 – 35 см., а на опашката 25 – 30 см. Тежат максимум до 1 кг. Имат малка глава и големи, закръглени уши. Задните им крайници са по-дълги от предните и се придвижват с големи скокове. Покрити са с гъста и мека, пухкава козина със сиво-кафеникав до червеникав цвят, като отдолу са белезникави или жълтеникави.

## Начин на живот и хранене
Лепилемурите се срещат в тропическите гори на Мадагаскар, живеят изключително по дърветата и когато слязат на земята се придвижват със скокове. Активни са нощем. През деня се крият в листаците или спят свити на кълбо в някоя хралупа. Хранят се с плодове, листа и дървесна кора. Лепилемурите обикновено живеят сами, териториални животни са и ревностно защитават своята територия от представители на същия пол. Териториите на мъжките и женските обаче често се припокриват.

## Размножаване
Размножават се от май до август, а бременността продължава 120 – 150 дни. Женската ражда едно-единствено малко в предварително приготвено от нея гнездо в дървесна хралупа. Малкото е сравнително активно и често остава само в гнездото или виси по клоните, докато майката търси храна. Отбива се на 4-месечна възраст и остава с майка си до навършване на една година. Полова зрялост лепилемурите достигат на около 18-месечна възраст, а продължителността на живота им е около 8 години. В зоологическите градини се размножават рядко.

## Класификация
Само през последните няколко години бяха открити близо двайсетина нови вида лепилемури, смятани донеотдавна за подвидове или напълно неизвестни на науката.
семейство Lepilemuridae – Тънкотели лемури
- род Lepilemur – тънкотели лемури, лепилемури
  - Lepilemur ruficaudatus – Червеноопашат лепилемур
  - Lepilemur hubbardi – Лепилемур на Хюбърд *
  - Lepilemur randrianasoli – Рандрианасолов лепилемур ** Рандрианасолов лепилемур Лепилемурът L. aeeclis, кръстен на асоциация за опазване на лемурите (AEECL)
  - Lepilemur aeeclis **
  - Lepilemur edwardsi – Лепилемур на Милн-Едуардс
  - Lepilemur grewcocki – Лепилемур на Грюкок *
  - Lepilemur manasamody – Манасамодски лепилемур *
  - Lepilemur otto – Лепилемур на Ото ***
  - Lepilemur ahmansoni – Лепилемур на Ахмансон *
  - Lepilemur dorsalis – Сивогръб лепилемур, носибейски тънкотел лемур
  - Lepilemur mittermeieri – Лепилемур на Митермайер ****
  - Lepilemur sahamalazensis – Сахамалазайски лепилемур **
  - Lepilemur tymerlachsoni – Лепилемур на Хоук *
  - Lepilemur milanoii – Дараински лепилемур *
  - Lepilemur ankaranensis (L. andrafiamenensis) – Анкарански лепилемур
  - Lepilemur septentrionalis – Северен лепилемур
  - Lepilemur mustelinus – Невестулкоподобен лемур, обикновен тънкотел лемур
  - Lepilemur betsileo – Бетсилеоски лепилемур *
  - Lepilemur fleuretae – Лепилемур на мадам Флорет *
  - Lepilemur jamesi – Лепилемур на Джеймс *
  - Lepilemur scottorum – Лепилемур на Скот *****
  - Lepilemur seali – Лепилемур на Сийл *
  - Lepilemur wrighti – Лепилемур на Райт *
  - Lepilemur microdon – Дребнозъб лепилемур
  - Lepilemur leucopus – Белокрак лепилемур
  - Lepilemur petteri – Лепилемур на Петер *

- Нов вид според молекулярен анализ (Louis et al., 2006)

  - Нов вид според молекулярен анализ (Andriaholinirina et al., 2006)

    - Нов вид според молекулярен анализ (Craul et al., 2007)

      - Нов вид (Rabarivola et al., 2006)

        - Нов вид според молекулярен анализ (Lei et al., 2008)